# Neoparentia bicolor
Neoparentia bicolor är en tvåvingeart som först beskrevs av Octave Parent 1954.  Neoparentia bicolor ingår i släktet Neoparentia och familjen styltflugor.
Artens utbredningsområde är Costa Rica. Inga underarter finns listade i Catalogue of Life.